# Universitätsbibliothek Marburg
Die Universitätsbibliothek Marburg ist das Bibliothekssystem der Philipps-Universität Marburg, deren Geschichte bis in die Anfänge der Philipps-Universität (1527) zurückreicht.

## Beschreibung
Die vormalige Zentralbibliothek (ZB) im Lahntal neben der Philosophischen Fakultät wurde 2018 in den Campus Firmanei an den gegenwärtigen Standort am Pilgrimstein neben dem Alten Botanischen Garten verlagert und mit mehreren geistes- und sozialwissenschaftlichen Fachbibliotheken zusammengelegt. Die Universitätsbibliothek (UB) ist die zentrale Ausleihbibliothek mit Magazin, Leihstelle, Lehrbuchsammlung, Medienzentrum und über 140 PC-Arbeitsplätzen sowie insgesamt ca. 1250 Leseplätzen. Ergänzt wird die UB durch Bereichsbibliotheken, die auf mehrere Standorte im gesamten Stadtgebiet Marburgs einschließlich der Lahnberge verteilt sind. Insgesamt umfasst der Bestand der UB ca. 4,2 Millionen Bände, wovon ca. 3,2 Mio. im Neubau untergebracht sind. Ein größerer Teil der Bestände der UB – Lehrbuchsammlung, fachliche Freihandaufstellung, Offenes Magazin mit Fachbüchern und Zeitschriftenbestand – ist direkt am Standort ausleihbar. Der weit größere Ausleihbestand der UB ist aber im geschlossenen Magazin aufgestellt. Einige der zentralen Dienstleistungen der UB können auch außerhalb der Öffnungszeiten genutzt werden (insbesondere die Online-Kataloge und das Angebot der Digitalen Bibliothek).

## Geschichte

### Gründung der Bibliothek bis 19. Jahrhundert

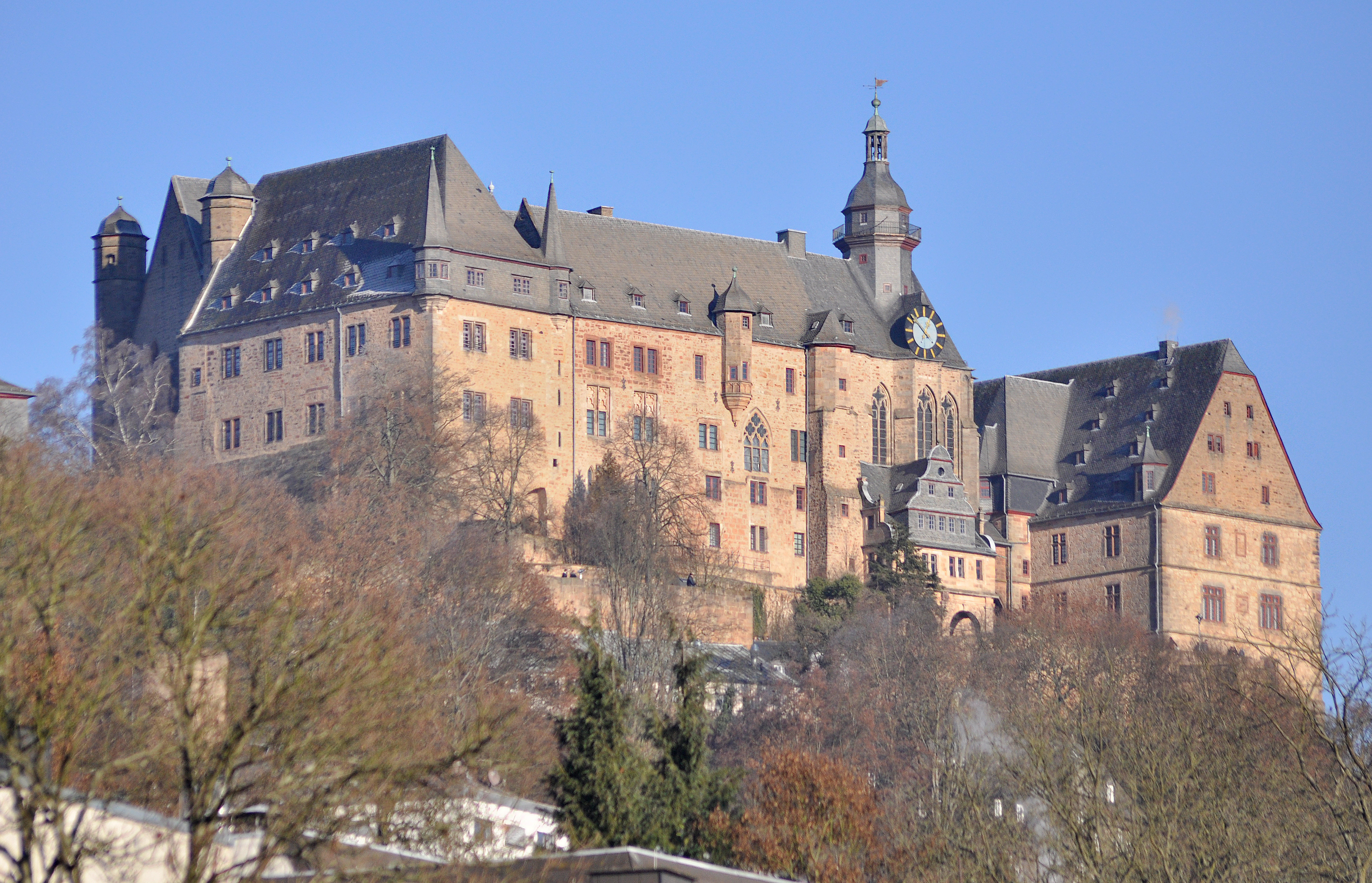
UB Marburg (1527–1533) Landgrafenschloss

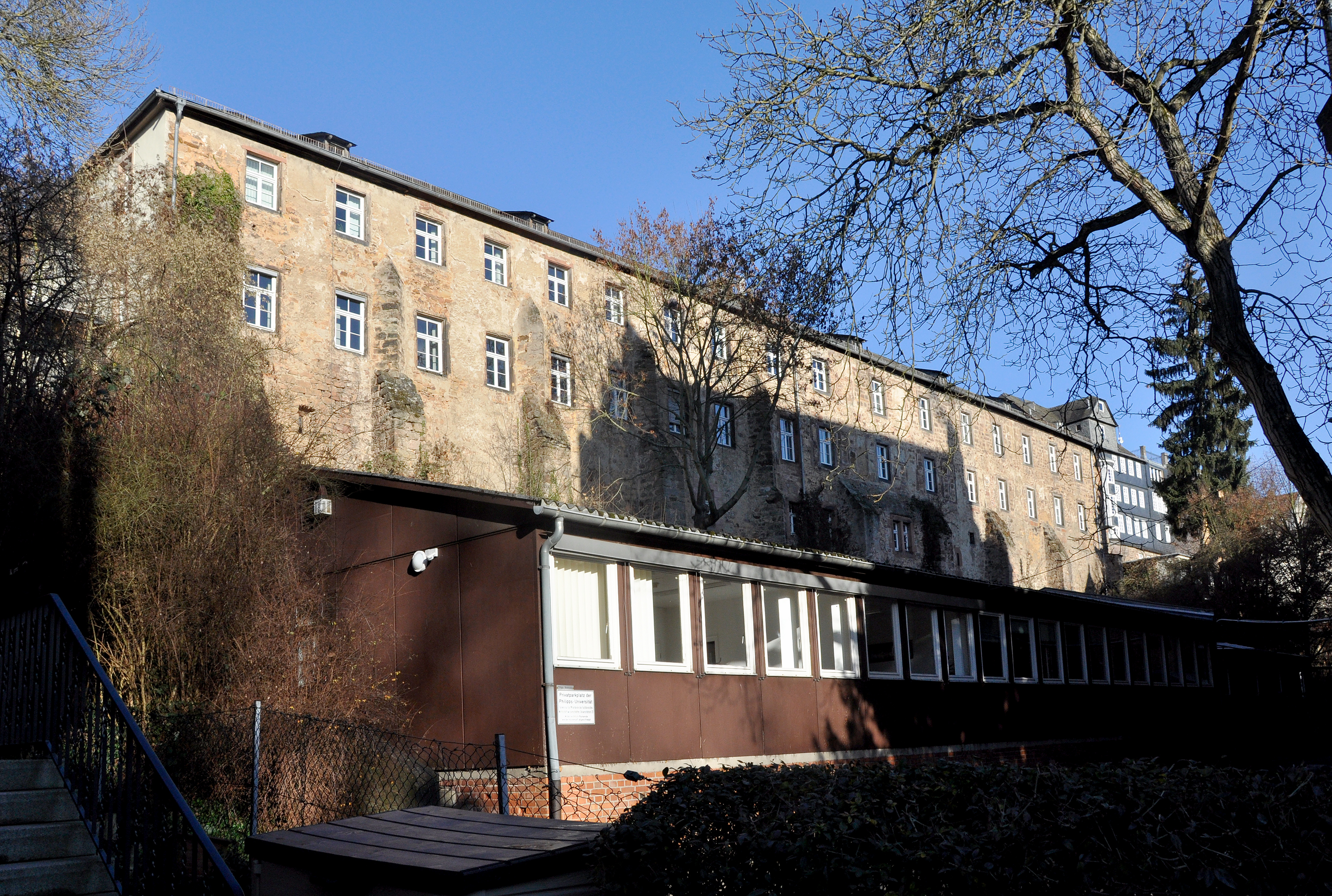
UB Marburg (1533–1900) Ehem. Franziskanerkloster Südflügel

1527 wurden die ersten 28 Bücher aus dem Augustinerkloster Alsfeld quittiert. Zusammen mit Büchern aus anderen hessischen Klöstern bildete diese Abgabe den Grundstock für die Bibliothek der im selben Jahr gegründeten Marburger Universität. Bibliothek und Universität waren zunächst im Schloss untergebracht. 1533 wurde die Bibliothek zusammen mit der Medizinischen und der Philosophischen Fakultät im ehemaligen Franziskanerkloster Am Plan untergebracht, wo sie bis zum Jahr 1900 blieb. Neuanschaffungen fanden in den ersten Jahren nur gelegentlich statt; erst seit 1571 waren in bescheidenem Umfang regelmäßige Bücherkäufe zu verzeichnen; 1582 wurde ein Teil des Marburger Bestandes nach Kassel abgegeben. 1680 erhielten Studenten erstmals freien Zugang zur Bibliothek und durften auch Bücher ausleihen. 1768 umfasste der Bestand der Marburger Universitätsbibliothek knapp 5000 Bände. Hinzu kamen fast 9000 Bände aus der Privatbibliothek des Marburger Juristen und Polyhistoren Johann Georg Estor, die dieser der Bibliothek vermachte.
In der Zeit von 1807 bis 1813 erlebte die Universitätsbibliothek einen bemerkenswerten Aufschwung. Die Mittel für den Büchererwerb wurden angehoben, mehrere umfangreichere Büchersammlungen werden in die Bibliothek überführt, so dass sich der Bestand bis 1814 verdoppelte. 1811 wurde mit der Anlage eines systematisch nach Sachgebieten geordneten Bandkatalogs begonnen, der bei seiner Fertigstellung im Jahr 1820 16 Bände mit 24.000 darin verzeichneten Werken umfasste. 1958 wurde dieser alte Bandkatalog durch einen Sachkatalog in Zettelform abgelöst, der retrospektiv die Literatur ab 1930 erschloss. Ab 1922 wurden die Neuerwerbungen der Institutsbibliotheken auch im alphabetischen Katalog der Universitätsbibliothek verzeichnet, der dadurch die Funktion eines zentralen alphabetischen Katalogs der Universität erhielt.
1816 bestimmte ein Regierungsdekret, dass von allen Druckwerken, deren Verfasser oder Verleger kurhessische Landesuntertanen sind, unentgeltlich Pflichtexemplare an die Marburger Universitätsbibliothek abzuliefern sind. Dieses Pflichtexemplarrecht für die Marburger UB besaß Gültigkeit bis 1950.

### Die Bibliothek im 20. Jahrhundert

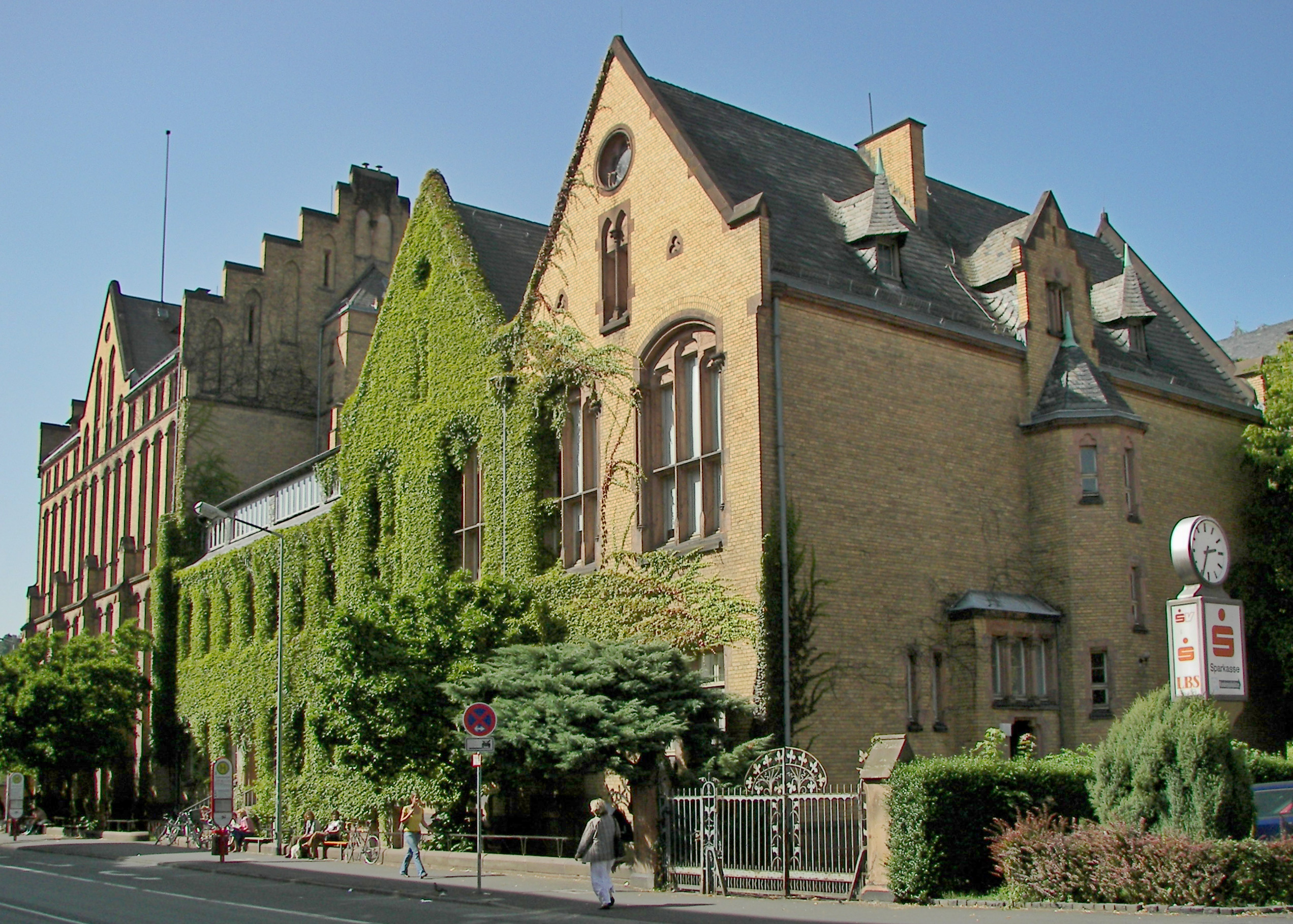
UB Marburg (1900–1945) Universitätsstraße 25

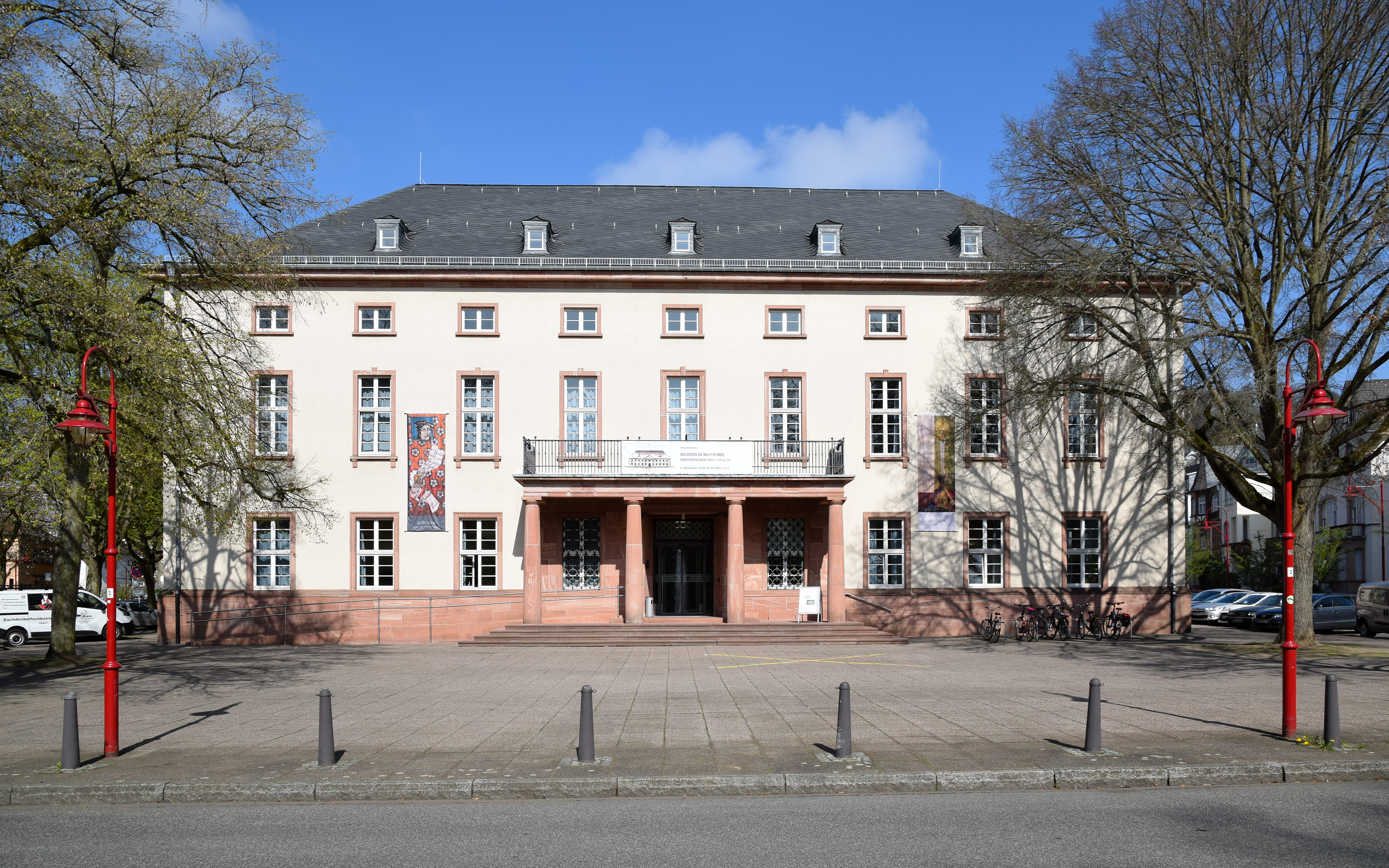
UB Marburg (1946–1967) zu Gast im Staatsarchiv am Friedrichsplatz

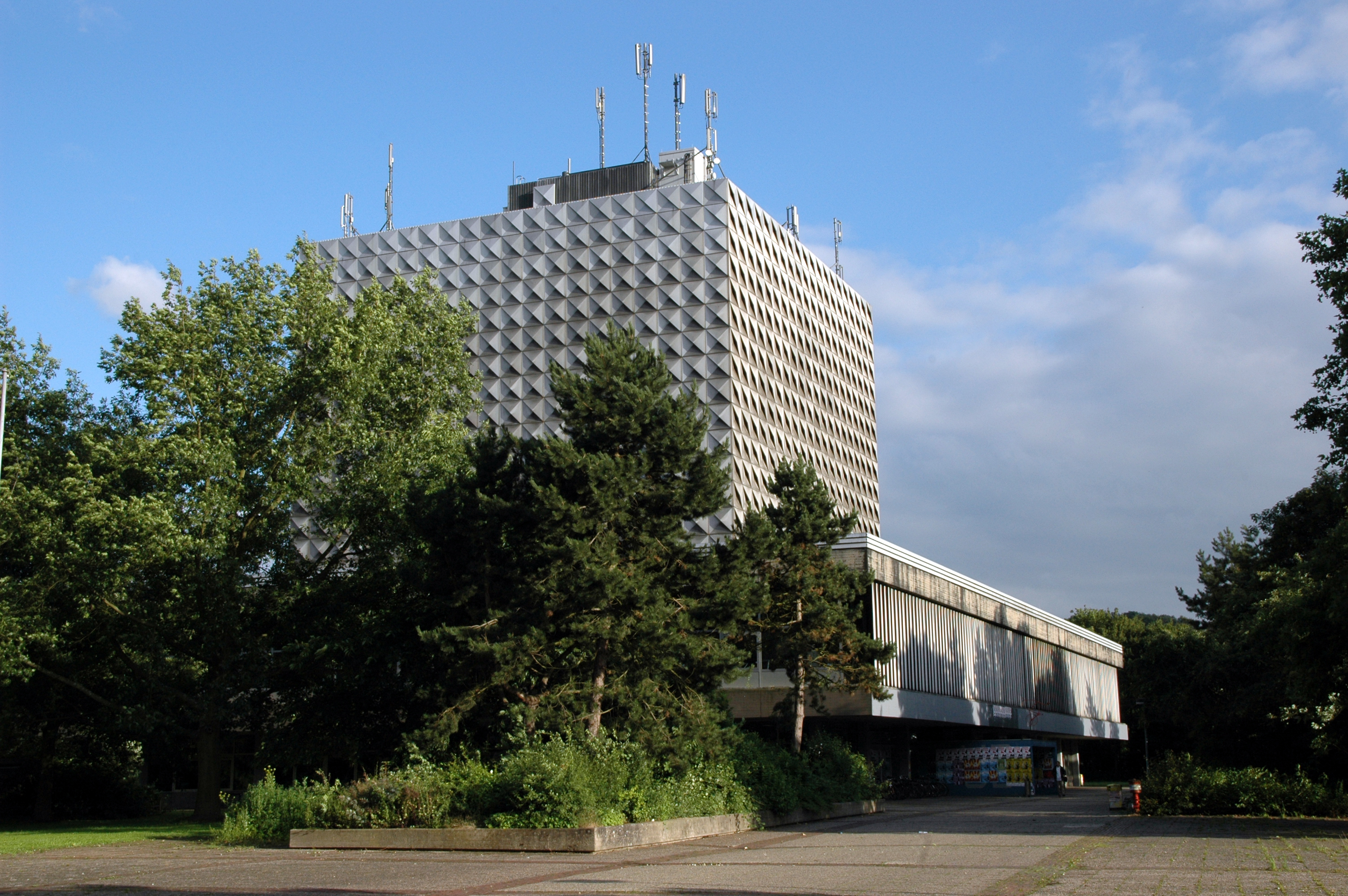
UB Marburg (1967–2018) „Silberwürfel“ Wilhelm-Röpke-Straße 4

Im März 1900 zog die Universitätsbibliothek aus dem Südflügel des ehemaligen Franziskaner Klosters Am Plan in den unterhalb gelegenen Neubau in der Universitätsstraße 25 (Wilhelm-Röpke-Haus).
In der Zeit zwischen 1939 und 1945 erhielt die Universitätsbibliothek beschlagnahmte Bücher aus den besetzten Gebieten in Ost und West. Nachdem die Handschriften, Inkunabeln und Rara schon 1942/43 in Sicherheit gebracht worden waren, wurden im August und September 1944 weitere 230.000 Bände aus der UB und verschiedenen Institutsbibliotheken in ein Kalibergwerk ausgelagert.
Am 24. April 1945 gestattete die amerikanische Militärregierung die Wiederaufnahme des internen Bibliotheksbetriebs. Ab Sommer desselben Jahres war mit Sondergenehmigung auch die Benutzung der Bestände wieder möglich. 1946 zog die Universitätsbibliothek als Gast in das Gebäude des Hessischen Staatsarchivs am Friedrichsplatz um, wo sie bis 1967 blieb.
Als die Räumlichkeiten im Staatsarchiv aufgrund der wachsenden Zahl von Studierenden und Büchern nicht mehr ausreichten, wurde Anfang der 1960er Jahre der Neubau am Krummbogen (Wilhelm-Röpke-Straße 4) geplant. Der markante „Silberwürfel“ mit seinem weitsichtbaren Magazinturm gehörte zu den fortschrittlichsten Universitätsbibliotheken seiner Zeit. Er wurde am 18. November 1967 eingeweiht. Ein aus dem Magazin bestelltes Buch konnte innerhalb von etwa 30 Minuten für den Benutzer bereitgestellt werden, ein damals bundesweit nahezu einmaliger Service. Die Zusammenarbeit zwischen Universitätsbibliothek und Institutsbibliotheken wurde intensiviert; es entstanden Voraussetzungen für ein koordiniertes universitäres Bibliothekssystem. Die Katalogisierungsabteilung der UB übernahm die Aufgabe einer zentralen Titelaufnahme.
Seit 1985 werden auf freiwilliger Basis zwischen interessierten Fachbereichen und der Universitätsbibliothek Vereinbarungen über den gemeinsamen Betrieb dezentraler Fachbibliotheken abgeschlossen. Aus dem traditionellen zweischichtigen Bibliothekssystem mit zentraler UB und einer Vielzahl selbständiger dezentraler Bibliotheken entwickelt sich punktuell ein Modell der kooperativen Einschichtigkeit.
1987 wurde die Katalogisierung auf EDV umgestellt. Alle neu erworbenen Monographien werden in einer Verbunddatenbank des Hessischen Bibliotheksinformationssystems HeBIS erfasst. Die UB Marburg ist die erste Bibliothek des hessischen Verbundes, die auch die Bestände der dezentralen Bibliotheken in der neuen Datenbank verzeichnet. 1993 begann das große Retrokonversionsprojekt des alten Zettelkatalogs: Im ersten Projektabschnitt sind alle Titelaufnahmen der zwischen 1974 und 1986 erschienenen Literatur in die Katalogdatenbank des Hessischen Verbundes übertragen worden. Seit 1994 wird mit PICA eine neue Bibliothekssoftware eingesetzt. 1997 wurde der Marburger OPAC auch als WWW-Anwendung zugänglich. 1999 gründeten die hessischen Hochschulbibliotheken ein Konsortium als Einkaufsgemeinschaft, das landesweit nutzbare Lizenzen für elektronische Medien erwirbt. Im Informationszentrum der Bibliothek standen den Nutzern 72 PCs und 20 kabelgebundene Laptop-Arbeitsplätze ebenso wie WLAN im gesamten Gebäude zur Verfügung.

### Die Suche nach NS-Raubgut
Wie in fast allen wissenschaftlichen Bibliotheken wurde auch in der UB Marburg während des Dritten Reiches der Bestand durch enteignete Literatur vergrößert.
Im Gefolge der Washingtoner Erklärung zu den Principles with Respect to Nazi-confiscated Art vom Dezember 1998 und der gemeinsamen Erklärung von Bund, Ländern und kommunalen Spitzenverbänden zur Aushebung von NS-Raubgut aus den Beständen der Museen, Bibliotheken usw. wurde in der UB Marburg im Herbst 1999 mit der Suche nach NS-Raubgut begonnen. In der Datenbank Lost-Art des Deutschen Zentrums Kulturgutverluste wurden die als Raubgut eindeutig festgestellten Titel nachgewiesen. Die Ergebnisse des Projektes – die untersuchten Erwerbungen der UB Marburg im fraglichen Zeitraum, der Weg ihres Zugangs in die UB und die festgestellten Provenienzen – sind im Forschungsdatenrepositorium data_UMR der Philipps-Universität Marburg belegt. Ein Teil der gefundenen Titel konnte den rechtmäßigen Eigentümern bzw. deren Erben zurückerstattet werden; nach den Eigentümern der bisher noch nicht zuzuordnenden Titel wird weiter gesucht.

### Die Bibliothek im 21. Jahrhundert

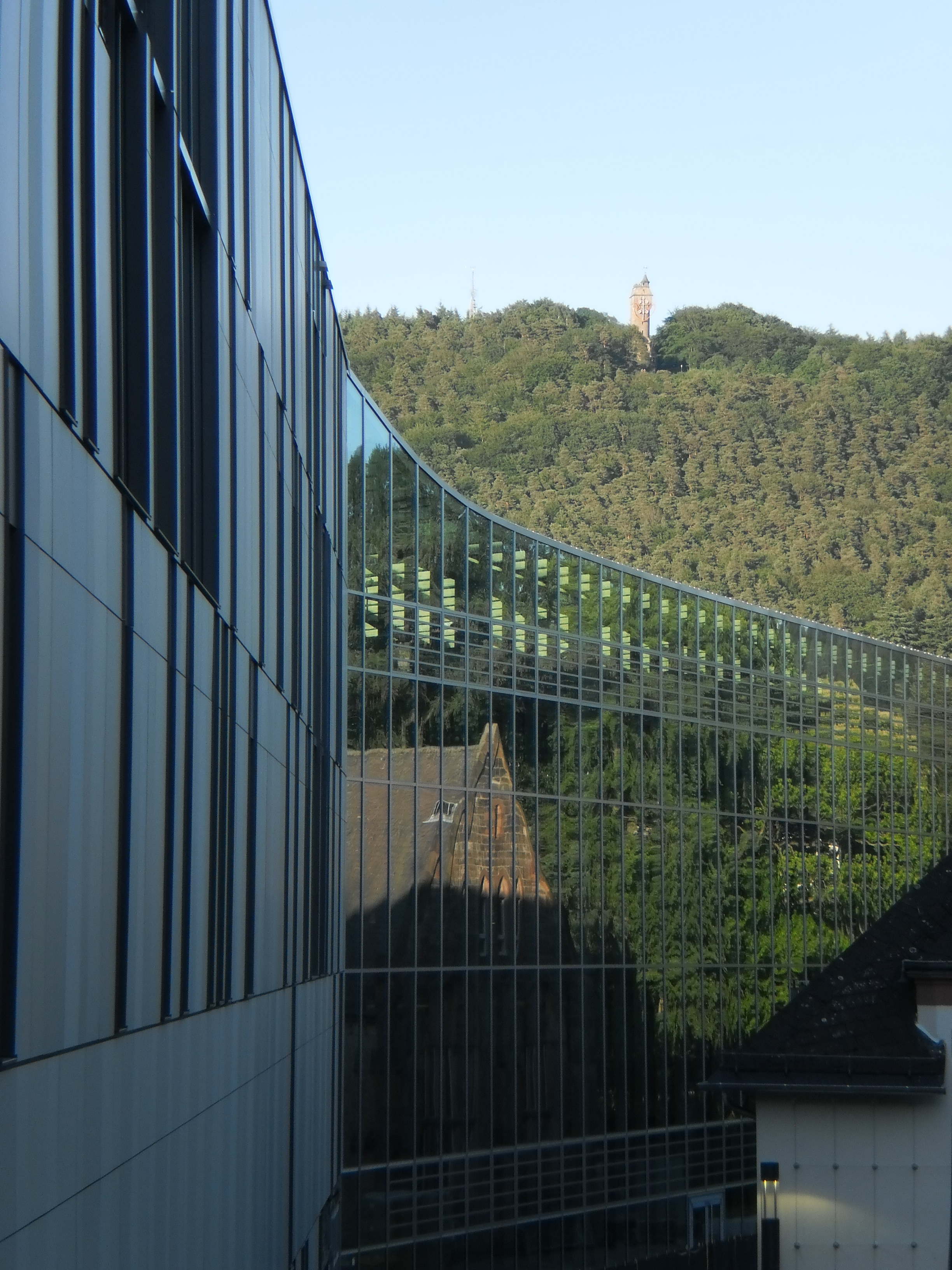
UB Neubau mit dem Alten Botanischen Garten als grüne Spiegelung in der Glasfassade und dem Spiegelslustturm im Hintergrund.

Das gesamte Bibliothekswesen veränderte sich im 21. Jh. grundlegend – Stichworte sind etwa Bibliothek 2.0, digitale Medien, Bibliothek als sozialer Raum und als Lernort. Auf diese veränderten Rahmenbedingungen reagierte die Universität Marburg durch eine konzeptionelle Umstrukturierung des Bibliothekssystems. Die zwei wesentlichen Veränderungen waren die Einführung einer neuen Bibliothekssatzung und der geplante Neubau der Universitätsbibliothek, der auch das Gesicht von Stadt und Universität neu prägen wird.

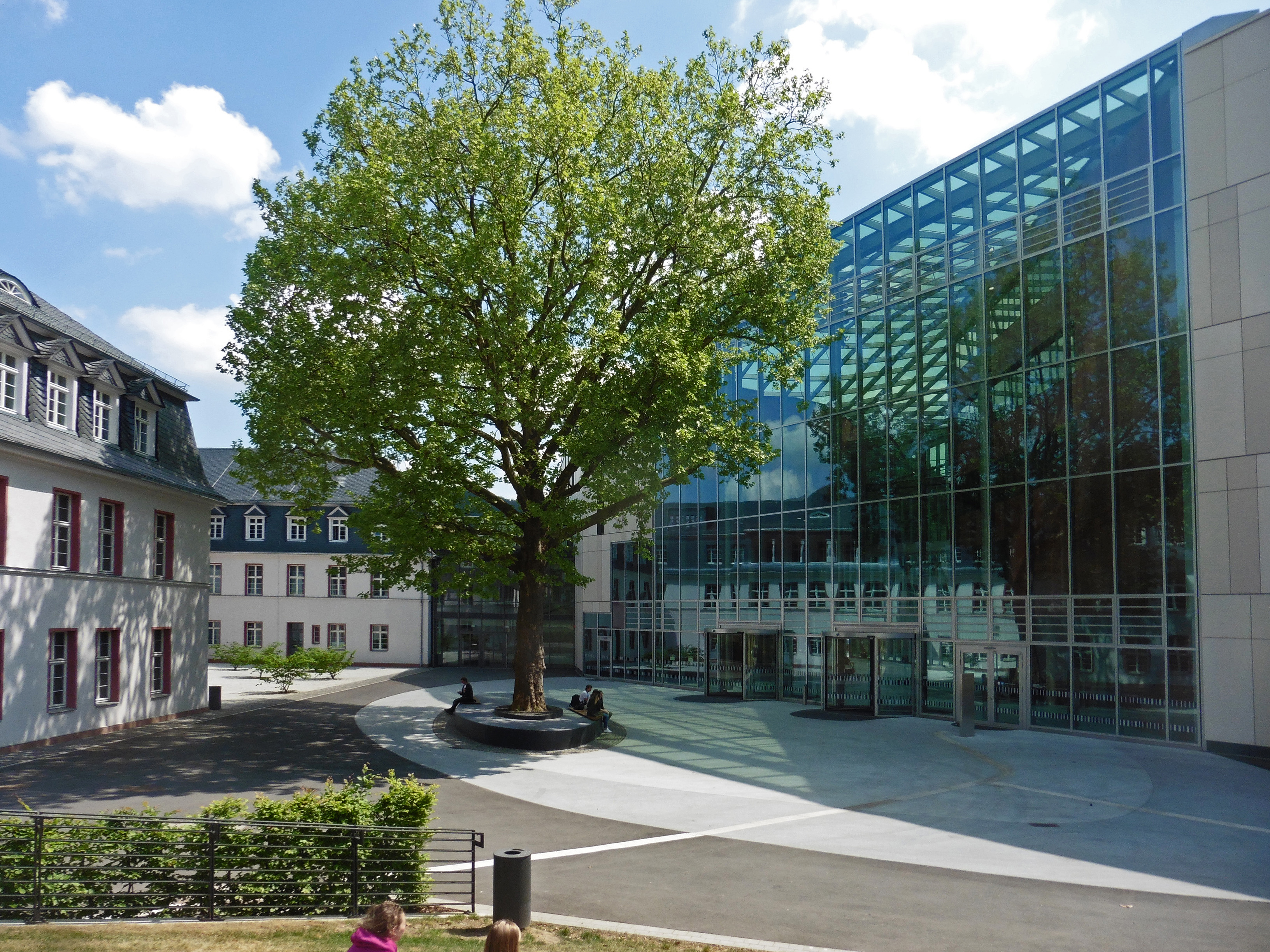
UB Neubau Eingang Deutschhausstraße

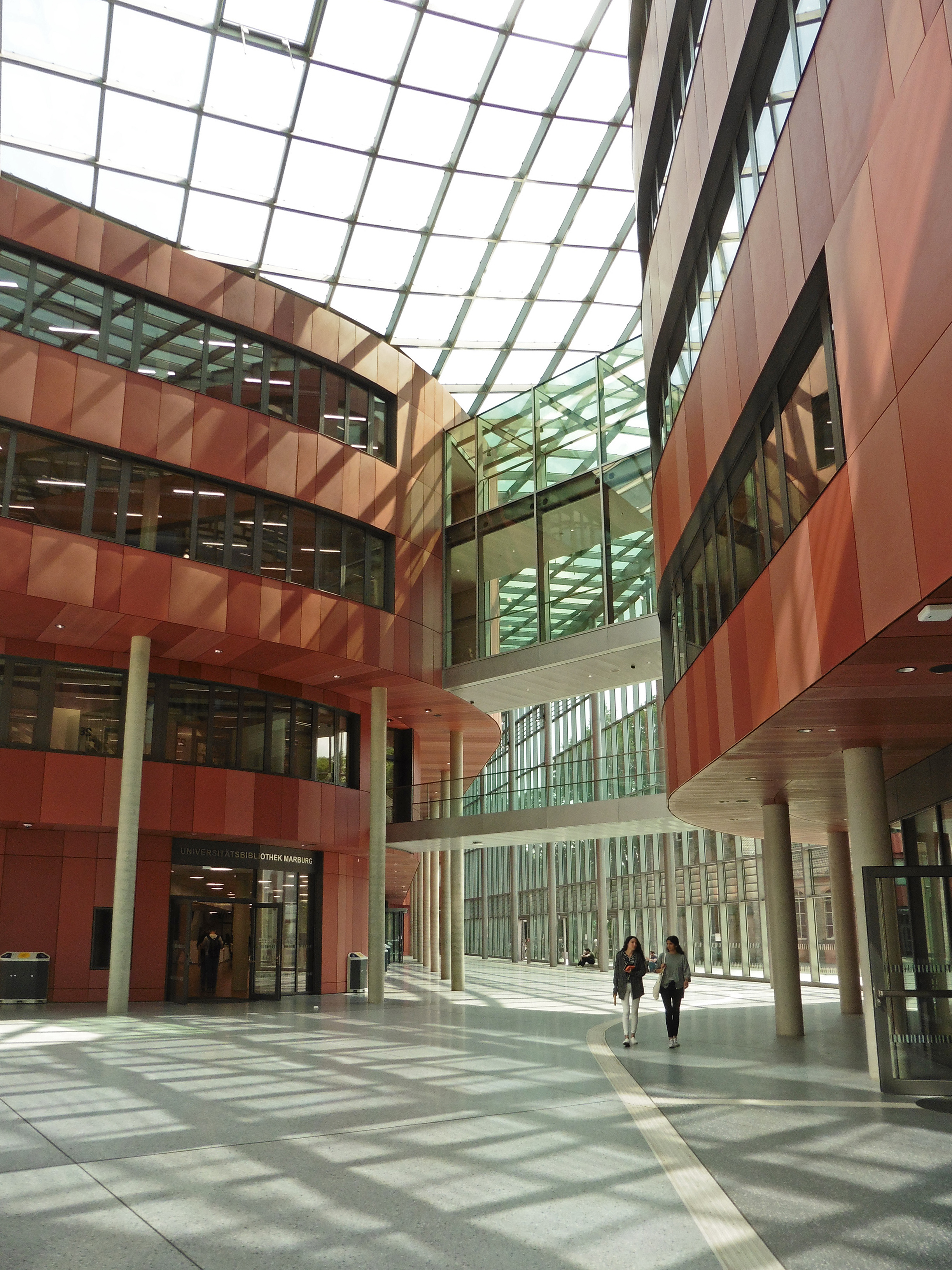
UB Neubau Atrium am Eingang Deutschhausstraße

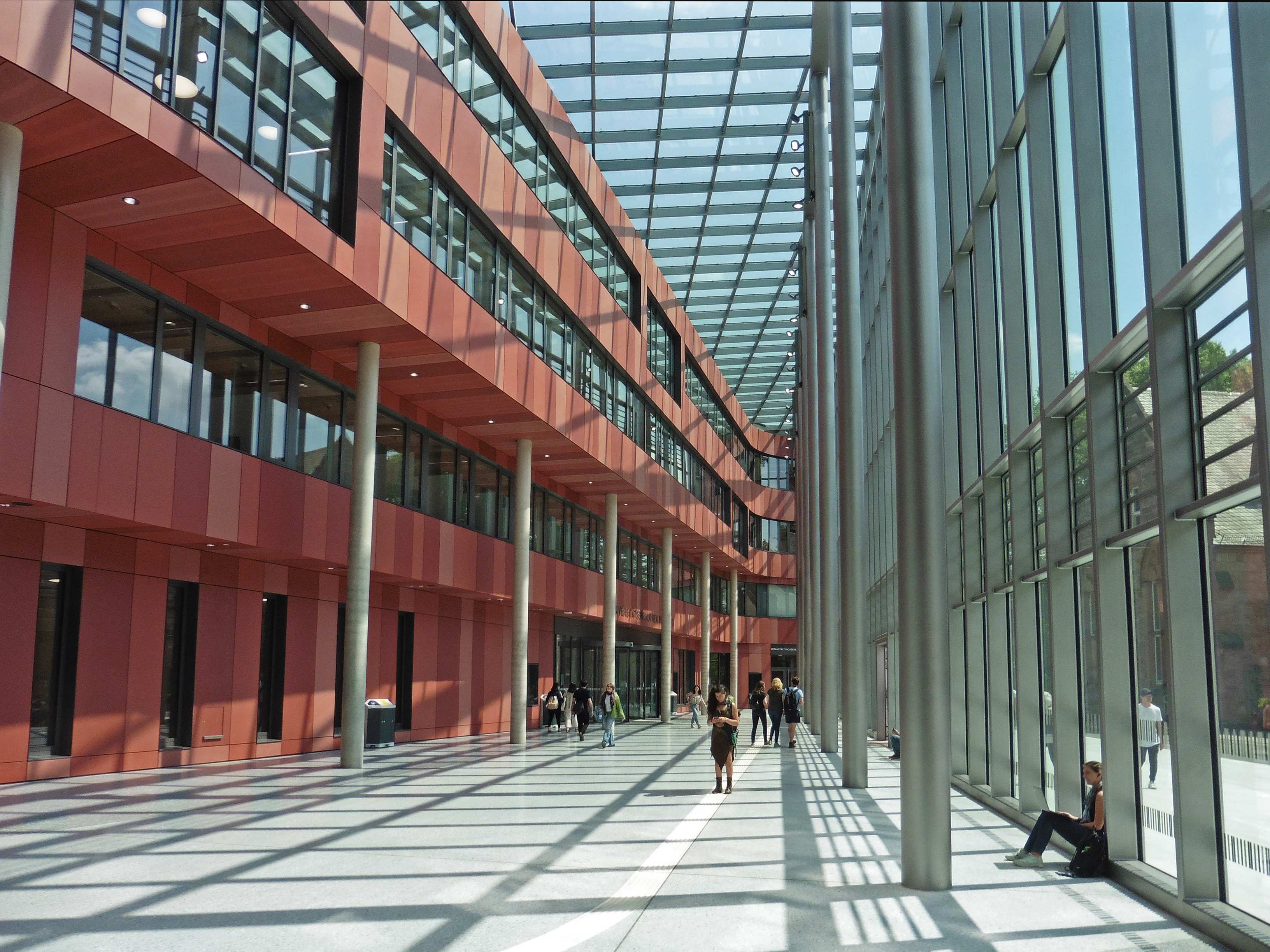
UB Neubau Atrium Eingang Alter Botanischer Garten

Seit dem Frühjahr 2009 gilt für die UB Marburg eine neue Bibliothekssatzung, die das bisherige Bibliothekssystem in das der funktionalen Einschichtigkeit überführt. Damit soll die universitäre Bibliothekslandschaft, die über Jahrhunderte gewachsen ist und lange als zweischichtiges Bibliothekssystem organisiert war, stärker als bisher zusammengeführt werden, wodurch eine koordinierte Personal- und Erwerbungspolitik ermöglicht wird. Um die enge Zusammenarbeit zwischen der Universität, den Fachbereichen und der Universitätsbibliothek zu gewährleisten, ist durch die neue Satzung ein Bibliotheksbeirat eingeführt, der beratende Funktion hat und demgegenüber die Bibliotheksleitung rechenschaftspflichtig ist. Diese Umstrukturierung zeigt sich auch in der Benennung des Bibliothekssystems. Hieß die Gesamtheit der universitären Bibliotheken früher Bibliotheks- und Informationssystem (BIS), das sich in die Universitätsbibliothek als zentraler Ausleihbibliothek (mit Standort Wilhelm-Röpke-Str. 4) und in die dezentralen Instituts-, Fachbereichs- und Teilbibliotheken aufgliederte, so firmiert nun die Gesamtheit unter dem Namen Universitätsbibliothek, die von der zentralen Bibliothek und den Bereichsbibliotheken gebildet wird.

### Neubau der Universitätsbibliothek Marburg

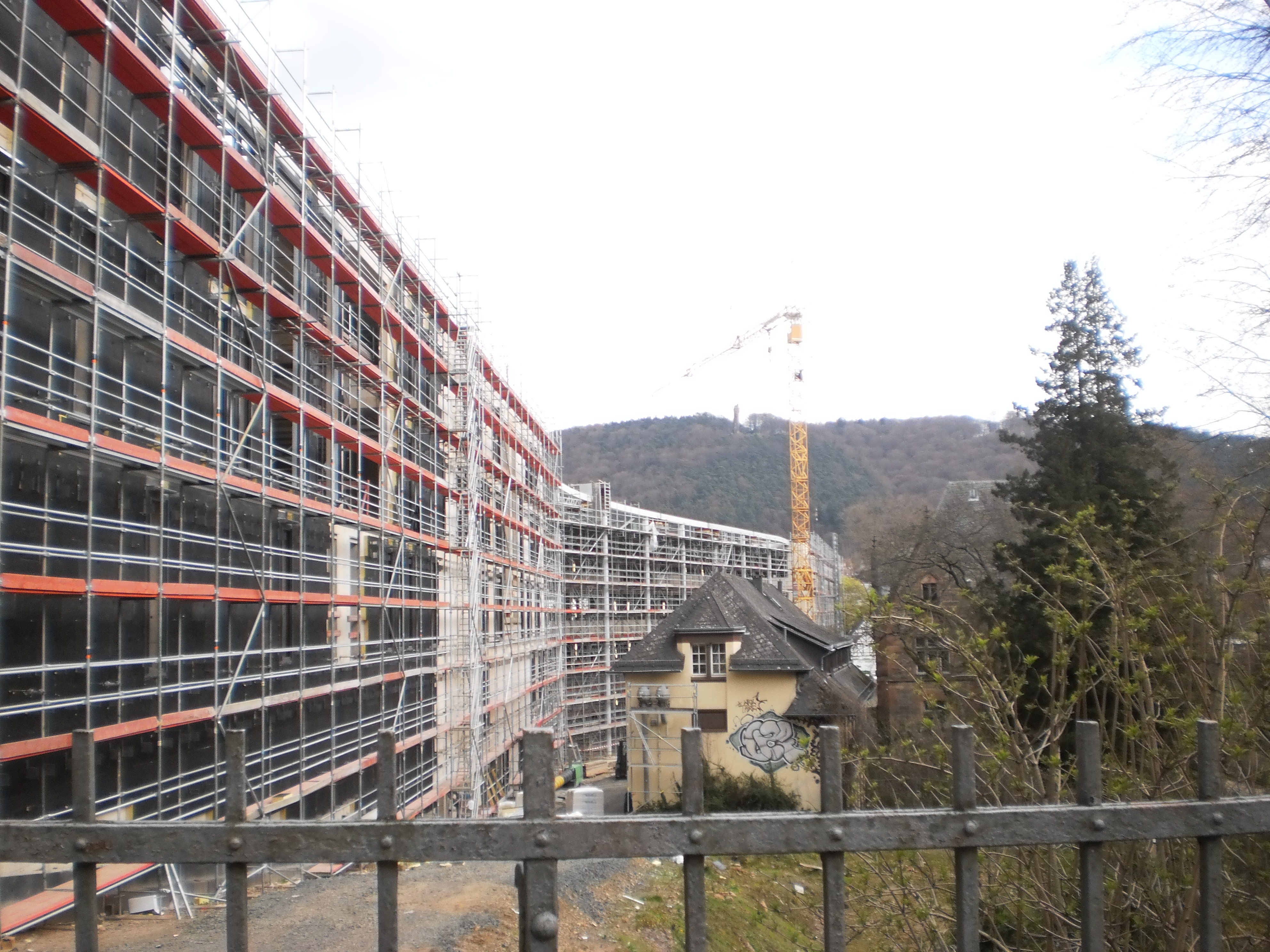
Neues Gebäude der UB am Pilgrimstein im April 2016 vor Fertigstellung

Langfristig sollte die so erreichte organisatorische Einheit der Universitätsbibliothek auch baulich verwirklicht werden. Den ersten Schritt dahin bildete der Neubau der Universitätsbibliothek neben dem Alten Botanischen Garten auf dem Gelände der ehemaligen Frauenklinik nicht weit vom Deutschen Sprachatlas. Ziel war, in der neuen UB nicht nur den Bestand der vormaligen ZB unterzubringen, sondern auch denjenigen mehrerer Bereichsbibliotheken: Damit entstand im Lahntal in der Kernstadt am Fuß der Oberstadt eine zentrale geistes- und sozialwissenschaftliche Bibliothek, die als moderner Lernort den Bedürfnissen von Studierenden und Lehrenden in einer interdisziplinär ausgerichteten Forschungslandschaft entspricht. Der Architektenwettbewerb wurde im März 2009 abgeschlossen, so dass ab 2010 mit dem Neubau begonnen werden konnte. Zwei Baukörper mit gläserner Eingangshalle in der 200 m langen Bibliothek entlang des Stadtparks ermöglichen auch einen Zugang zum Alten Botanischen Garten der Universität. Der Umzug wurde Anfang 2018 realisiert; 56 Regalkilometer Bücher zogen in das neue Gebäude um. Geplant ist ferner, auf dem Campus Lahnberge, auf dem die Naturwissenschaften und die Medizin untergebracht sind, zusätzlich zu der 2003 eingeweihten Zentralen Medizinischen Bibliothek eine Bibliothek Naturwissenschaften zu errichten.
Die offizielle Eröffnung der neuen Universitätsbibliothek Marburg fand am 30. April 2018 statt, seit Beginn des Sommersemesters 2018 hatte die Bibliothek bereits im Probebetrieb für die Studierenden geöffnet. Den Studierenden der Philipps-Universität Marburg bietet die neue Universitätsbibliothek über 1200 Arbeitsplätze und mehr als 100 PC-Arbeitsplätze. Der Neubau der Universitätsbibliothek befindet sich in der Deutschhausstraße 9, grenzt direkt an den Alten Botanischen Garten an und bildet so das Herzstück des „Campus Firmanei“.

### Baugeschichte
Die erste Heimat der 1527 unmittelbar nach Gründung der Universität eingerichteten Marburger Universitätsbibliothek war das Landgrafenschloss. Der genaue Ort ist dabei nur zu vermuten. Eine Möglichkeit stellt der Saalbau des Nordflügels. Hier könnte die Bibliothek in einem beiden Rittersäle untergebracht worden sein. Gegen diese Hypothese spricht allerdings, dass es sich sowohl beim Kleinen als auch dem Großen Rittersaal um repräsentative Räume gehandelt hat. Es ist daher durchaus fraglich, ob diese Räume den Studierenden wirklich zugänglich waren.
Eine andere Option bietet sich mit dem sogenannten Wilhelmsbau. Auch hier befinden sich Räumlichkeiten, die für die Unterbringung geeignet waren und nicht der Repräsentation dienten.
Um das Jahr 1533 zog die Universitätsbibliothek in den als Collegium pomerii bezeichneten Südflügel des ehemaligen Franziskanerklosters um. Dieses Gebäude wurde ab dem Jahr 1497 errichtet und bot den immer noch überschaubaren Beständen der Bibliothek in einem Raum von 46 Fuß Länge und 26 Fuß Breite genügend Platz. Zwischenzeitliche Pläne, die Bibliothek in der sogenannten Kugelkirche unterzubringen, wurden nicht weiter verfolgt, da sich das Gebäude wegen zu hoher Feuchtigkeit als ungeeignet erwies.
Das Bibliotheksgebäude wies unter anderem Fenster auf, deren Scheiben mit fürstlichen Wappen und Abbildungen bebildert waren. Bis zur Umsetzung eines Erweiterungsbaus im Jahr 1771 blieben die Räumlichkeiten der Bibliothek vermutlich unverändert. 1768 wuchs der Bestand der Bibliothek durch eine Schenkung massiv an, was auch einen größeren Raumbedarf mit sich brachte.
Um die Bibliothek zu vergrößern sollten hauptsächlich bestehende Professorenwohnungen der UB zugeschlagen werden. Diese brachte neben der räumlichen Vergrößerung auch die Möglichkeit, beheizbare Räume anbieten zu können, die auch im Winter nutzbar waren. Außerdem stand damit auch eine Unterbringungsmöglichkeit für den Bibliotheksdiener zur Verfügung. Die Fläche des Bibliotheksraums vergrößerte sich dabei auf insgesamt 113 Fuß Länge und 30 Fuß Breite.
Unabhängig davon kamen Ende des 18. Jahrhunderts aber auch immer wieder Planungen auf, einen kompletten Bibliotheksneubau zu errichten. 1790 wurde dazu auch konkrete Pläne angefertigt. Die Umsetzung der Pläne hätten einen Abriss des an die UB angrenzenden und baufälligen Stipendiatengebäudes bedeutet. Schlussendlich wurden sie aufgrund hoher Kosten nicht umgesetzt.
Mit Beginn des 19. Jahrhunderts wurden erneut Neubauplanungen für die Bibliothek konkret. Argumentiert wurde auch wieder mit größerem Platzbedarf und der Möglichkeit des Abrisses des Stipendiatengebäudes. Vorgeschlagen wurden zwei- und dreigeschossige Gebäude, die im klassizistischen Stil errichtet werden sollten. Manche der Pläne beinhalteten sogar den Bau eines Turms mit Observatorium auf dem Dach des zu errichtenden Bauwerks. Die Umsetzung scheiterte allerdings erneut an den mangelnden finanziellen Mitteln der Universität und an der politischen Instabilität der Zeit. Trotzdem wurde 1811 das an die Bibliothek angrenzende Stipendiatengebäude abgerissen.
1823 begannen Umbaumaßnahmen am bestehenden Bibliotheksgebäude. Dabei wurden alte bestehende Gebäudeteile abgerissen, Fachwerkfassaden durch massives Mauerwerk und die Fensteröffnungen ersetzt. Es entstand so ein in vielerlei Hinsicht neuer Bibliotheksbau, der zu großen Teilen auch noch dem heutigen Zustand des Gebäudes entspricht. Die „neue“ Bibliothek wurde schließlich 1826 eröffnet. Das Gebäude wies nun auf der nördlichen Hauptfassade eine zweigeschossige, einfach klassizistisch gestaltete Fassade auf. Der Eingang im Mittelteil des Baus wird von einem Giebel gekrönt. 1840 wurde der Westflügel nach Abbruch des dort befindlichen Bibliothekarhauses noch einmal erweitert. Auch dies konnte den Platzmangel aber nur kurzfristig mindern.
Nur zehn Jahre später, also 1850, wurde der Westflügel des Gebäudes nochmals erweitert und zusätzlich an der Westseite ein nach Norden gerichteter Erweiterungsflügel erbaut. Die Qualität der Ausführung dieser baulichen Veränderungen wurde dabei schon nach kurzer Zeit von den Bibliothekaren kritisiert. Bei Untersuchungen im Jahr 1886 wurde zudem deutlich, dass die Statik des Gebäudes durch das hohe Gewicht der Bücher an zahlreichen Stellen problematisch war. Dies führte zu einigen kleineren Umbauten innerhalb des Gebäudes. Auf lange Sicht reichten diese Veränderungen allerdings nicht aus.
Ein kompletter Neubau der Universitätsbibliothek erschien als die geeignetste Option um die zahlreichen Problem der bestehenden Bibliothek zu lösen. Die Universität besaß um 1890 mehrere Grundstücke, die für den Neubau der Bibliothek in Frage kamen. Neben dem Renthof kam dabei vor allem das Grundstück des ehemaligen Reithauses in der heutigen Universitätsstraße in Frage. Die ersten Planungen für einen Neubau sahen zudem eine erhebliche Veränderung, in der Funktionsweise der Universitätsbibliothek vor. So sollte die neue Bibliothek ein Magazin zur Aufbewahrung der Bücher aufweisen. Ein solches Magazin mit einer Kapazität von 550.000 Büchern wurde nur wenige Jahre zuvor, 1878–1880, auch für die Universitäts- und Landesbibliothek Sachsen-Anhalt (Halle) errichtet. In zeitgenössischen Quellen wird bei der Planung explizit auf Halle Bezug genommen.
Die offiziellen Planungen begannen mit einem Antrag des Leiters der Universitätsbibliothek Johannes Roediger auf einen kompletten Neubau des Bibliothek im September 1888. Die Prüfung des Antrags erfolgte nach etlichen Vorentwürfen im Sommer 1890. Zu diesem Zeitpunkte war immer noch offen, ob eine Erweiterung des bestehenden Baus durch ein neues Magazingebäude erfolgen, oder, ob ein kompletter Neubau realisiert werden sollte. Ausgeschlossen wurde allerdings eine Aufbewahrung des Buchbestands im bestehenden Gebäude. Auch vom zuständigen preußischen Ministerium in Berlin wurden anschließend mehrere Entwürfe für einen Neubau vorgelegt. Außerdem wurde über den der Bibliothek zustehenden Raumbedarf verhandelt. In den Entwürfen wurden sowohl einheitliche als auch zwei getrennte Baukörper vorgeschlagen, wobei der Entwurf mit zwei getrennten Baukörpern vom Ministerium und den Marburger Bibliothekaren präferiert wurde.
Erste Baumaßnahmen im Zusammenhang mit dem Bibliotheksneubau begannen 1893. Hierbei wurde ein zweigeschossige Anbau an das bestehende Gebäude errichtet, der als Testbau für die möglichen neuen Regalsysteme der UB diente. Der endgültige Beschluss zum Neubau auf dem Grundstück an der Universitätsstraße erfolgte dann am 4. Januar 1897. Die Baukosten für das neue Gebäude wurden dabei auf 391.000 Mark festgesetzt. Im Juli 1897 begannen die Bauarbeiten für den eigentlichen Neubau, der aus einem achtstockigen Magazin und einem zweigeschossigen Verwaltungsbau besteht.
Für die Konstruktion des zu errichtenden Magazin war die Wahl eines Regalsystems von höchster Relevanz. Schließlich wurde das Magazin auf die Verwendung von sogenannten Lipman-Regalen hin konstruiert, die in den Außenmauern des Gebäudes verankert werden.
Die Fassade des neuen Gebäudes wurde im neugotischen Stil mit Staffelgiebeln umgesetzt. Dies ist vor allem bemerkenswert, da die ursprünglichen Pläne noch eine neobarocke Fassadengestaltung aufwiesen. Die neogotische Gestaltung bot sich an, da dadurch hohe, schmale Fenster harmonisch in die Fassade eingesetzt werden konnten, die die Gänge zwischen den einzelnen Magazinregalen optimal beleuchten konnten.
Der Verwaltungstrakt wurde dabei mit einer Fassadengestaltung versehen, die zwei spitzgiebelige Reihenhäuser „vortäuscht“. Die Lesesäle bekamen sowohl zur Straße als auch zur Oberstadt hin hohe Fenster, durch die viel Licht in das Gebäude fallen kann. Errichtet wurde das Gebäude mit Ausnahme der Baudekorationen aus gelbem Backstein, die Dekorationen sind in einem rötlichen Sandstein ausgeführt wurden.
Im Frühjahr 1900 konnte das neue Gebäude schließlich bezogen werden. In den nächsten Jahrzehnten wurden nur geringfügige Veränderungen am Baukörper vorgenommen – vor allem um die Kapazität an Arbeitsplätzen zu erhöhen. Während der Luftangriffe im Zweiten Weltkrieg wurde das Gebäude nur geringfügig beschädigt, weswegen die UB auch schon im Dezember 1945 wieder für Besucher geöffnet werden konnte. 1946 wurden Bücher der Preußischen Staatsbibliothek Berlin zeitweise im Marburger Bibliotheksbau untergebracht.
Kleinere Umbaumaßnahmen wurden dann wieder Anfang der 1950er Jahre durchgeführt. Seiner ursprünglichen Funktion als Universitätsbibliothek diente das Gebäude zu dieser Zeit nicht mehr, da es den Ansprüchen an eine für die Zeit moderne Bibliothek nicht mehr erfüllen konnte. In den 1970er Jahren wollte die Stadt Marburg das Gelände erwerben und zumindest den ehemaligen Verwaltungstrakt zu Gunsten einer Tiefgarage abreißen. Nach Protesten von Marburger Bürgern und denkmalpflegerischen Bedenken wurde von dieser Idee allerdings wieder Abstand genommen.
Die Bücherbestände der UB waren während des Kriegs evakuiert worden. Ab Mitte 1946 kehrten die meisten davon wieder nach Marburg zurück. Sie wurden allerdings nicht im Bibliotheksgebäude untergebracht, sondern im Gebäude des Hessischen Staatsarchiv Marburg. Dieses Gebäude sollte der UB in den nächsten Jahren auch als temporäre Heimat dienen. Nachteile dieser neuen Lage waren allerdings die vergleichsweise große Entfernung von den anderen Universitätsgebäuden und die geringe Anzahl an verfügbaren Arbeitsplätzen. Da die UB im Gebäude auch nur zu „Gast“ war, konnten auch keine wirklichen baulichen Veränderungen durchgeführt werden, die den Betriebsablauf verbessert hätten.
Schon Ende der 1950er Jahre gab es daher von der Bibliotheksleitung Wünsche, sich räumlich zu verändern. Vor allem eine bauliche Erweiterung des alten Bibliotheksgebäudes in der Universitätsstraße wurde dabei in Erwägung gezogen. Die Alternative dazu war die Errichtung eines kompletten Neubaus, eine Lösung, die sowohl von Landesregierung als auch der Universitätsleitung präferiert worden. Auch hier war zunächst wieder die Standortfrage zu klären. Neben Standorten an der Gutenbergstraße und der Biegenstraße kam auch das zuvor von der Universität aufgekaufte Gelände am Krummbogen in Betracht. Die Wahl für den Neubau fiel schlussendlich auch auf dieses relativ große Gelände, auf welchem auch die neue Heimat der Philosophischen Fakultät entstehen sollte.
Im Frühjahr 1962 wurden die Planungen schließlich konkret. Zuständig für die Planungen war dabei das Staatliche Universitätsbauamt Marburg unter Leitung von Wilhelm Küllmer. Für den Entwurf des eigentlichen Gebäudes zeigte sich Oberregierungsbaurat Günter Barth verantwortlich. Die Planungen für das Gebäude orientierten sich an den funktionalen Ansprüchen an eine Bibliothek und an den örtlichen Gegebenheiten am Krummbogen (Wilhelm-Röpke-Straße 4). Dies schloss aufgrund der Bodenbeschaffenheit sowohl ein Tiefmagazin aus, als auch einen weitläufigen Baukörper, der wegen der langen Wege nicht in Frage kam. Mit den eigentlichen Arbeiten wurde nach ca. 2 Jahren Planungszeit im Frühjahr 1964 begonnen. Endgültig fertiggestellt wurde der Bau im Frühjahr 1968. Die Einweihung der neuen UB fand allerdings schon vorher am 18. November 1967 unter Anwesenheit des damaligen hessischen Ministerpräsidenten Georg August Zinn statt.
Das Gebäude besteht aus einem zweigeschossigen, rechteckigen Baukörper, auf den ein neungeschossige, ebenfalls rechteckiger Magazinturm aufgesetzt wurde. Sowohl der untere Teil, als auch der Magazinturm sind in der Stahlbetonskelettbauweise errichtet. Die Fassade im Erdgeschoss wird von einem in einem in Aluminium eingefassten Fensterband dominiert, bei welchen die einzelnen Abschnitte durch rechteckige Pfeiler durchbrochen werden. Im ersten Obergeschoss befinden sich an West- und Ostfassade 4,50 m hohe, senkrecht aufragende Aluminiumblenden, die dem Sonnenschutz dienen. Auf der Südseite befindet sich eine horizontale Abschirmung, die ebenfalls dem Sonnenschutz dient. Der Magazinturm weist eine vorgehängte Fassade aus starken Aluminiumprofilen und verformten Aluminiumblechen auf, die dem Gebäude auch den Spitznamen Silberwürfel gegeben hat. Das Gebäude hat eine Nutzfläche von ca. 11.000 m², wovon ca. 7000 m² zum Magazin gehören. Der restliche Raum wird von Nutzungs- und Verwaltungsräumen ausgefüllt. Im ersten Obergeschoss befand sich an zentraler Stelle der Katalogsaal, ein Lesesaal und der Verwaltungstrakt. Das Gebäude wurde bis 2018 als Universitätsbibliothek benutzt und schließlich durch einen Neubau am Alten Botanischen Garten ersetzt. Aktuell wird es beispielsweise als PC-Saal für E-Klausuren genutzt.

## Standorte
Neben der zentralen Universitätsbibliothek (UB) am „Campus Firmanei“ nah des Alten Botanischen Gartens gibt es weitere fachspezifische Bereichsbibliotheken. Die nachfolgende Tabelle gibt einen Überblick:
| Name                                             | Ort                                                                          |
| ------------------------------------------------ | ---------------------------------------------------------------------------- |
| Bibliothek Biologie (BB)                         | Fachbereich Biologie Karl-von-Frisch-Straße 8, 35043 Marburg                 |
| Bibliothek Chemie (BC)                           | Bis auf Weiteres geschlossen Bestand im Offenen Magazin                      |
| Bibliothek Deutscher Sprachatlas                 | Forschungszentrum Deutscher Sprachatlas Pilgrimstein 16, 35037 Marburg       |
| Bibliothek Evangelische Theologie (BTh)          | Alte Universität Lahntor 3, 35037 Marburg                                    |
| Bibliothek Klassische Archäologie                | Kunstgebäude der Philipps-Universität Marburg Biegenstraße 11, 35037 Marburg |
| Bibliothek Kunst- und Kulturwissenschaften (BKK) | Kunstgebäude der Philipps-Universität Marburg Biegenstraße 11, 35037 Marburg |
| Bibliothek Mathematik und Informatik (BMI)       | Mehrzweckgebäude Hans-Meerwein-Str. 6 (Ebene D4), 35043 Marburg              |
| Bibliothek Rechtswissenschaften (BRW)            | Juristisches Seminar Universitätsstraße 6, 35037 Marburg                     |
| Bibliothek Religionswissenschaft (BR)            | Landgräfliche Kanzlei Landgraf-Philipp-Str. 4, 35037 Marburg                 |
| Bibliothek Vor- und Frühgeschichte               | Kunstgebäude der Philipps-Universität Marburg Biegenstraße 11, 35037 Marburg |
| Bibliothek Wirtschaftswissenschaften (BW)        | Fachbereich Wirtschaftswissenschaften Universitätsstraße 25, 35037 Marburg   |
| Zentrale Medizinische Bibliothek (ZMB)           | Conradistraße 3a, 35043 Marburg                                              |

## Spezielle Bestände und Sondersammlungen

### Hassiaca/Marburgensia
Die Hassiaca-Abteilung ist die älteste Sondersammlung der UB Marburg. Sie wurde 1811 eingerichtet und verdankt ihre ältesten Werke vor allem einigen auch an landeskundlicher Literatur reichhaltigen Professorenbibliotheken, die im 18. und 19. Jahrhundert den Bestand der UB Marburg entscheidend vermehrten. Heute stellt insbesondere der Altbestand der Hassiaca-Sammlung einen einzigartigen Wert dar, da die umfangreichen Bestände der Hessischen Landesbibliothek Kassel im Zweiten Weltkrieg größtenteils vernichtet wurden. Der Schwerpunkt der Sammlung liegt heute bei der Literatur über den Landkreis Marburg-Biedenkopf. Die Erschließung der Sammlung ist abgeschlossen und weitgehend im hessischen Verbundkatalog nachgewiesen.

### Alan Coatsworth Canada Collection
Die Entwicklung der Marburger Kanada-Sammlung steht in engem Zusammenhang zur kanadistischen Forschung und Lehre an der Universität, deren Anfänge bis ins frühe 20. Jahrhundert zurückreichen. Nach dem Zweiten Weltkrieg konstituierte sich ein Kreis von Marburger Studenten. Die „Gruppe Canada“ wandte sich an Zeitungsverleger, Universitäten, Firmen und Bürgermeister in ganz Kanada und bat um Zusendung von Büchern und Zeitungen. Der kanadische Geschäftsmann Alan Coatsworth förderte die Kanada-Sammlung der UB Marburg. Ab 1951 erhielt die Bibliothek regelmäßige Bücherspenden, bis schließlich ein Grundstock von fast 1500 Bänden vorhanden war. Heute wird die Sammlung v. a. durch die kanadische Botschaft gefördert.

### Kartensammlung
Karten und Atlanten gehörten seit langem zum Sammelgut der Universitätsbibliothek und der umfangreiche Kartenbestand von ca. 60.000 Einheiten ist eine Besonderheit für eine Bibliothek der Größe Marburgs. Zu den regionalen Schwerpunkten der Karten gehören Hessen, Deutschland, Europa und Kanada. Seit 1997 sind die Schlagworte für Neuerwerbungen im Marburger OPAC recherchierbar.

### Savigny-Sammlung
Der umfangreiche wissenschaftliche Nachlass des Rechtsgelehrten Friedrich Carl von Savigny (1779–1861), gehört zu den wichtigsten Handschriftensammlungen der Marburger Universitätsbibliothek. Dank der Hilfe verschiedener öffentlicher und privater Förderer konnte die Universitätsbibliothek seit den späten vierziger Jahren die Sammlung noch weiter ergänzen. 1997 wurde die Sammlung in das Projekt „Verteilte digitale Forschungsbibliothek“ der DFG aufgenommen. Der teilweise digitalisierte Nachlass aus der Universitätsbibliothek Marburg ist in der Verbunddatenbank Kalliope nachgewiesen.

### Handschriften und Nachlässe
Bei den mittelalterlichen Handschriften handelt es sich größtenteils um Gebrauchshandschriften klösterlicher Herkunft. Sie sind in einem gedruckten Katalog detailliert erschlossen: Die neuzeitlichen Handschriften haben größtenteils einen Bezug zur Philipps-Universität. Den umfangreichsten und wichtigsten Bestand unter den Handschriften stellen die Nachlässe dar. Es handelt sich in der Regel um Nachlässe von Marburger Professoren. Die Nachlässe sind z. T. in der Verbunddatenbank Kalliope, z. T. durch Regesten erschlossen.

### Rara
Der Anteil der sogenannten historischen Buchbestände, d. h. der Bücher mit Erscheinungsjahren bis 1900, beträgt 150.000 und ist damit bereits überdurchschnittlich. Der wertvollste Teil, der heute einen Umfang von ca. 6550 Werken mit 8000 Bänden umfasst, ist als Rara-Sammlung zusammen mit den Handschriften in einem eigens gesicherten und klimatisierten Sondermagazin untergebracht. Zu den Rara gehören auch 393 Inkunabeln in 266 Bänden und die Marburger Frühdrucke der Jahre 1527 bis 1566, von denen 126 im Besitz der Universitätsbibliothek sind.

### Bibliothek Lebenshilfe
Anfang des Jahres 2009 hat die Bundesvereinigung Lebenshilfe für Menschen mit geistiger Behinderung e. V. ihre Bibliothek an die Universitätsbibliothek Marburg übergeben. Dass die ca. 13.000 Bände in Marburg verbleiben, demonstriert die Verbundenheit mit der Stadt. Hintergrund der Schenkung war der Teilumzug der Bundesgeschäftsstelle der Lebenshilfe von Marburg nach Berlin. Der überwiegend aus Spenden finanzierte Verein hatte beschlossen, mit den eigenen knappen Ressourcen auf die Weiterführung der Bibliothek zu verzichten. Diese gilt in Deutschland als einmalig. Seit ihrer Gründung im Jahr 1958 hat die Bundesvereinigung Lebenshilfe eine umfangreiche Bibliothek zu allen Gebieten im Zusammenhang mit geistiger Behinderung aufgebaut. Dieser Bestand ist für die universitäre Lehre und Forschung in Marburg von größtem Interesse. Sie ergänzt den vorhandenen Bestand sozialpädagogischer Literatur in großer Tiefe.

### Die Sammlung Max Kirmsse
Unter den historischen Sondersammlungen an deutschen Bibliotheken ist die Sammlung des Sonderschulpädagogen Max Kirmsse (1877–1946) eine der faszinierendsten. Mit einem Erscheinungszeitraum vom frühen 18. bis zum mittleren 20. Jahrhundert legen die darin gesammelten, aus verschiedensten Ländern stammenden Werke – von Kirmsse teils mit Kommentaren und Zeitungsartikeln angereichert – Zeugnis ab über drei Jahrhunderte Wissenschaftsdiskurs rund um Behinderung, Erziehungsanstalten, soziale Ausgrenzung und den Versuch ihrer Überwindung. Die Sammlung enthält auch zahlreiche Autographen von Max Kirmsse. Fündig werden hier also nicht nur Interessierte an historischer Literatur zum Thema Behinderung oder Medizingeschichte. Während die Sammlung den Rehabilitationswissenschaften, der Sonderschulpädagogik oder den in Deutschland kaum präsenten Disability Studies die Historisierung des eigenen Fachs ermöglicht, eignet sie sich durch ihren interdisziplinären Fundus ebenso für sprach- und literaturwissenschaftliche Fragestellungen in den Philologien und für Forschungen zu Intersektionalität, Institutionalisierung oder Behinderung in den Sozial- und Kulturwissenschaften.

## Belege
1. ↑  Universitätsbibliothek Marburg: Über uns.
2. ↑  Andrea Wolff-Wölk neue Direktorin der Marburger Universitätsbibliothek, Uni Marburg Pressemitteilung vom 8. Oktober 2015
3. 1 2  Neubau der Universitätsbibliothek, uni-marburg.de, abgerufen am 4. Mai 2018.
4. 1 2  Geschichte der Universitätsbibliothek. Abgerufen am 28. Oktober 2024.
5. ↑  Karin Stichnothe: Marburg – wie es früher war: Eine fotografische Zeitreise. Wartberg Verlag, 1998. S. 51
6. ↑  1994 bis 2014: 20 Jahre Koordinierungsstelle Magdeburg (Memento vom 20. Juli 2015 im Internet Archive), auf lostart.de
7. ↑  NS-Raubgut-Projekt UB Marburg. Abgerufen am 28. Oktober 2024.
8. ↑  NS-Raubgut in der Universitätsbibliothek Marburg, auf uni-marburg.de
9. ↑  Ordnung für die Universitätsbibliothek der Philipps-Universität Marburg vom 23.12.2008. (PDF; 64 kB) uni-marburg.de, 23. Dezember 2008, abgerufen am 5. November 2024.
10. ↑  Jahrhundertprojekt: Marburger Unibibliothek zieht um mit 3,2 Millionen Büchern. (Memento vom 17. Januar 2018 im Internet Archive). Im Original publiziert auf giessener-anzeiger.de vom 17. Januar 2018.
11. ↑  Willkommen zum Probebetrieb in der  Universitätsbibliothek. Abgerufen am 28. April 2018.
12. ↑  Gödeke, Herwig / Philipp, Franz-Heinrich (1977): Die Universitätsbibliothek Marburg 1527–1977. Eine bauhistorische Darstellung, Gladenbach: Verlag Kempkes, S. 1.
13. ↑  Gödeke, Herwig / Philipp, Franz-Heinrich (1977): Die Universitätsbibliothek Marburg 1527–1977. Eine bauhistorische Darstellung, Gladenbach: Verlag Kempkes, S. 2f.
14. ↑  Gödeke, Herwig / Philipp, Franz-Heinrich (1977): Die Universitätsbibliothek Marburg 1527–1977. Eine bauhistorische Darstellung, Gladenbach: Verlag Kempkes, S. 4f.
15. ↑  Gödeke, Herwig / Philipp, Franz-Heinrich (1977): Die Universitätsbibliothek Marburg 1527–1977. Eine bauhistorische Darstellung, Gladenbach: Verlag Kempkes, S. 6ff.
16. ↑  Gödeke, Herwig / Philipp, Franz-Heinrich (1977): Die Universitätsbibliothek Marburg 1527–1977. Eine bauhistorische Darstellung, Gladenbach: Verlag Kempkes, S. 8–11.
17. ↑  Gödeke, Herwig / Philipp, Franz-Heinrich (1977): Die Universitätsbibliothek Marburg 1527–1977. Eine bauhistorische Darstellung, Gladenbach: Verlag Kempkes, S. 12f.
18. ↑  Gödeke, Herwig / Philipp, Franz-Heinrich (1977): Die Universitätsbibliothek Marburg 1527–1977. Eine bauhistorische Darstellung, Gladenbach: Verlag Kempkes, S. 14ff.
19. ↑  Gödeke, Herwig / Philipp, Franz-Heinrich (1977): Die Universitätsbibliothek Marburg 1527–1977. Eine bauhistorische Darstellung, Gladenbach: Verlag Kempkes, S. 16f.
20. ↑  Gödeke, Herwig / Philipp, Franz-Heinrich (1977): Die Universitätsbibliothek Marburg 1527–1977. Eine bauhistorische Darstellung, Gladenbach: Verlag Kempkes, S. 18f.
21. ↑  Gödeke, Herwig / Philipp, Franz-Heinrich (1977): Die Universitätsbibliothek Marburg 1527–1977. Eine bauhistorische Darstellung, Gladenbach: Verlag Kempkes, S. 20f.
22. ↑  Krause, Katharina (2018): 500 Jahre Bauten der Philipps-Universität Marburg, Marburg: Philipps-Universität Marburg, S. 48.
23. ↑  Gödeke, Herwig / Philipp, Franz-Heinrich (1977): Die Universitätsbibliothek Marburg 1527–1977. Eine bauhistorische Darstellung, Gladenbach: Verlag Kempkes, S. 22–25f.
24. ↑  Gödeke, Herwig / Philipp, Franz-Heinrich (1977): Die Universitätsbibliothek Marburg 1527–1977. Eine bauhistorische Darstellung, Gladenbach: Verlag Kempkes, S. 25.
25. ↑  Standorte. Abgerufen am 12. Oktober 2024.
26. ↑  Nachlass Friedrich Carl von Savigny an der Universitätsbibliothek Marburg, auf uni-marburg.de, abgerufen am 5. November 2024
27. ↑  Verzeichnis der Sondersammlungen, Nachlässe und Rara

Koordinaten: 50° 48′ 30,6″ N, 8° 46′ 48,2″ O